# Руська брама (Кам'янець-Подільський)
Руська брама з баштами і укріпленнями — комплекс споруд XV століття. 
Руська брама розташована в яру р. Смотрич. Точна дата побудови воріт невідома. Дослідники дотримуються думки, що ворота були збудовані XV -XVI ст. Фортифікаційні споруди складалися з 4 оборонних башт, барбакана і оборонних мурів довжиною 230 м, які перетинали долину річки, в комплекс Руської брами входили також шлюзи.  На початку  XIX ст. Руські ворота, як і замок втратили своє оборонне значення і почали використовуватися як склади.  Кам'янецьку фортецю скасовано 1812 року.
1717 року Руську браму було реставровано. 1765 року король Станіслав Август ІІ Понятовський пожертвував зі своїх коштів чималу суму на ремонт Кам'янецьких фортифікацій, про що на пам'ять було вибито медаль. Також браму було реставровано 1960 року

## Нижня брама
З південного боку міста був головний в'їзд в місто;— так звана Руська брама. Ця брама біля річки Смотрич  була збудована в XVI ст. і складалася з чотирьох башт, що з'єднувалися стінами та фортифікаційними будинками зі стрільницями. Дві башти були біля скелі, одна біля ріки Смотрич і навпроти, через річку, була ще одна башта, де підіймався шлюз. На Руській брамі було дві кам'яні таблиці з гербами: Св. Георгія та інший, не зовсім чіткий (можливо вовк). Проїзд в браму йшов через башту і закривався дерев'яною лядою, що спускалася зверху башти. Руські ворота за потреби закривалися дубовою дерев'яною решіткою, яка опускалась з допомогою блоків з простінків другого поверху башти. Механізм цей існував до кін. XX ст. Ця ляда була ще недавно (до 1922 р.), але тепер її немає. Біля проїзду на стіні будинку з боку міста була кам'яна таблиця з таким написом рельєфними літерами:
НЕС PORTA REGIE MAIE STATIS IMPEN SIS IN VIGILIA TRIVM REGVM ERECTA 1717. 
Ці ворота реставровано королівським коштом напередодні трьох королів (Водохреща) 1717 р.

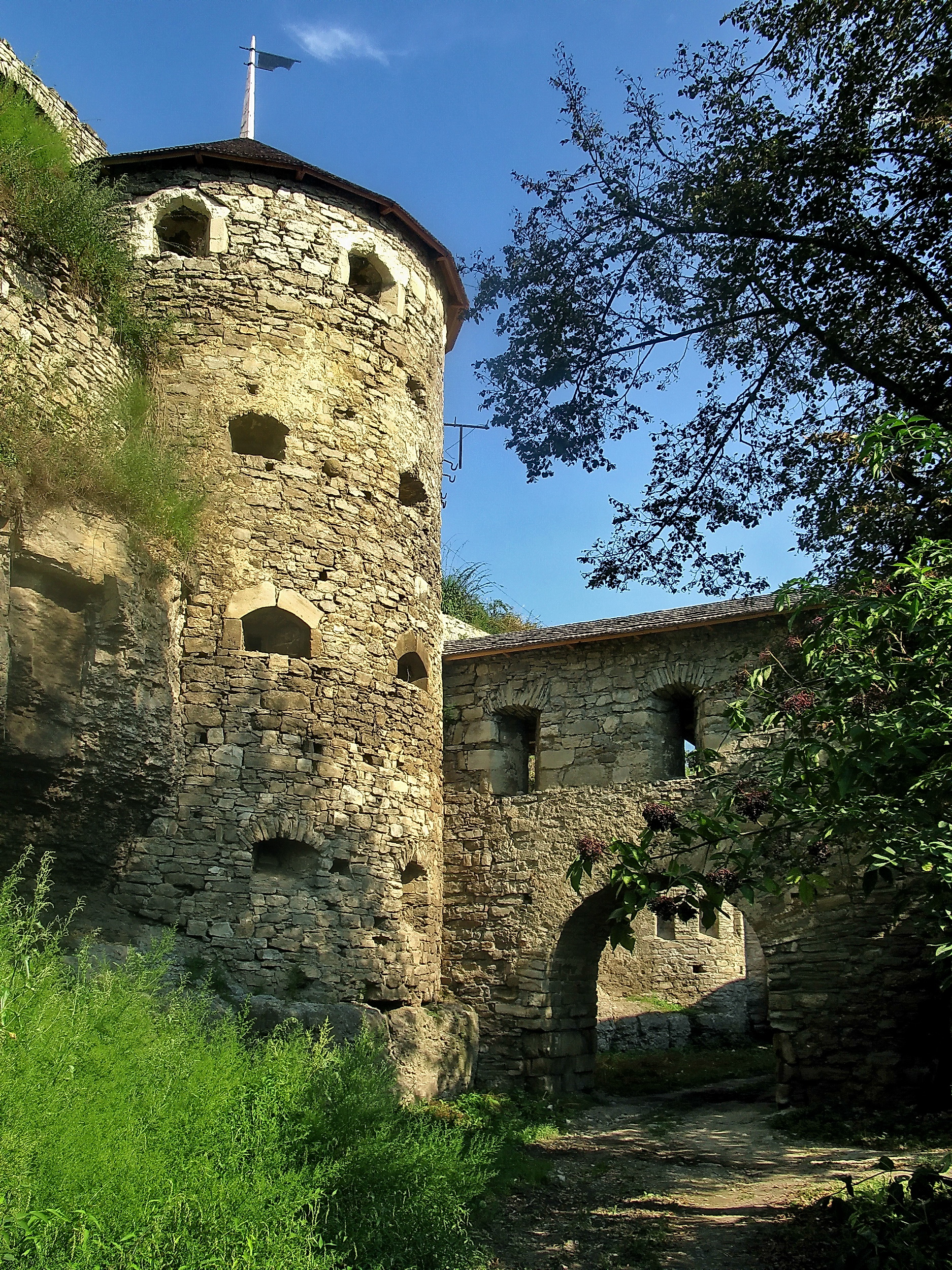
Прибрамна башта

Біля цієї таблиці було вмуровано 2 кам'яні таблиці з рельєфними гербами: на одній св. Юрій на коні, який перемагає Змія (герб міського магістрату), а на другій можливо герб «Задора». Ці три таблиці тепер зберігаються в Кам'янецькому Історично-Археологічному музеєві.
Надбрамна башта Руських воріт прямокутна за планом, довжина по осі проїзду складає 8,2 м, ширина -7,3 м. Північний фасад вежі облицьований білими плитами. Над воротами прикріплена кам'яна плита з датою , на таблиці вибито герб Польщі;— одноголовий орел і напис: A. D. 1770.
Вартова башта Руських воріт Охорон. №734/1
Вартова башта Руських воріт знаходиться на скелі висотою 12 м. Ця башта двоярусна, кругла, діаметром 7 м. товщина стін башти 1 м.  З двох сторін від башти йдуть оборонні стіни міста.
Прибрамна башта Руських воріт за планом складає неповне коло діаметром 6,6 м. Ця башта чотириярусна, товщина її стін 1,1 м., ця башта прилягає до скали. В башню є два входи зі сторони подвір'я барбакану.
Прибережна башта Руських воріт розташована на відстані 24 м. від Надбрамної башти і поєднана з нею Казематна куртина на два поверхи. Башта була п'ятиярусною, в основі квадратною і у верхніх ярусах круглою. Перший ярус -коридор шириною 1,7 м. перекриття верхніх ярусів не збереглося. Казематна куртина складається з двох паралельних оборонних стін, які розташовані на відстані 4.2 м. одна від одної, між якими знаходяться двоярусні приміщення. На башті, що стоїть над самою річкою, є напис, але його важко прочитати, тільки можна помітити 1527.

## Верхня брама
Верхні ворота Руської брами. На горі, куди йшла дорога від Руської брами до міста, були ворота в стіні, як видно з плану 1684 p., але ворота й стіна не збереглися до наших часів. Ці ворота певне знищено, коли в XVIII ст. будували великі будинки для військових казарм («кошари»), де потім містився військовий шпиталь.

Від Руської Брами йшла вулиця оточена по боках мурами зі стрільницями до міста. Брама була між стінами. На даний час непогано збережена.
Над Руською брамою на скелі стоять руїни чотирикутного бастіону, що охороняв  браму. Від бастіону понад скелею йдуть міські стіни — з одного боку до в'їзних воріт та Замкового мосту, з другого боку — до «кошар».
В половині 18 століття деякі фортифікаційні роботи проводилися під керівництвом інженера Дальке. В 1761—1762 pp. значні поправки замкових і міських оборонних будинків робилися під доглядом Стефана Маковецького. 